# Juan Manuel de Prada
Juan Manuel de Prada Blanco (Barakaldo, Vizcaya, 8 de dezembro de 1970), 
é um crítico literário e escritor espanhol.

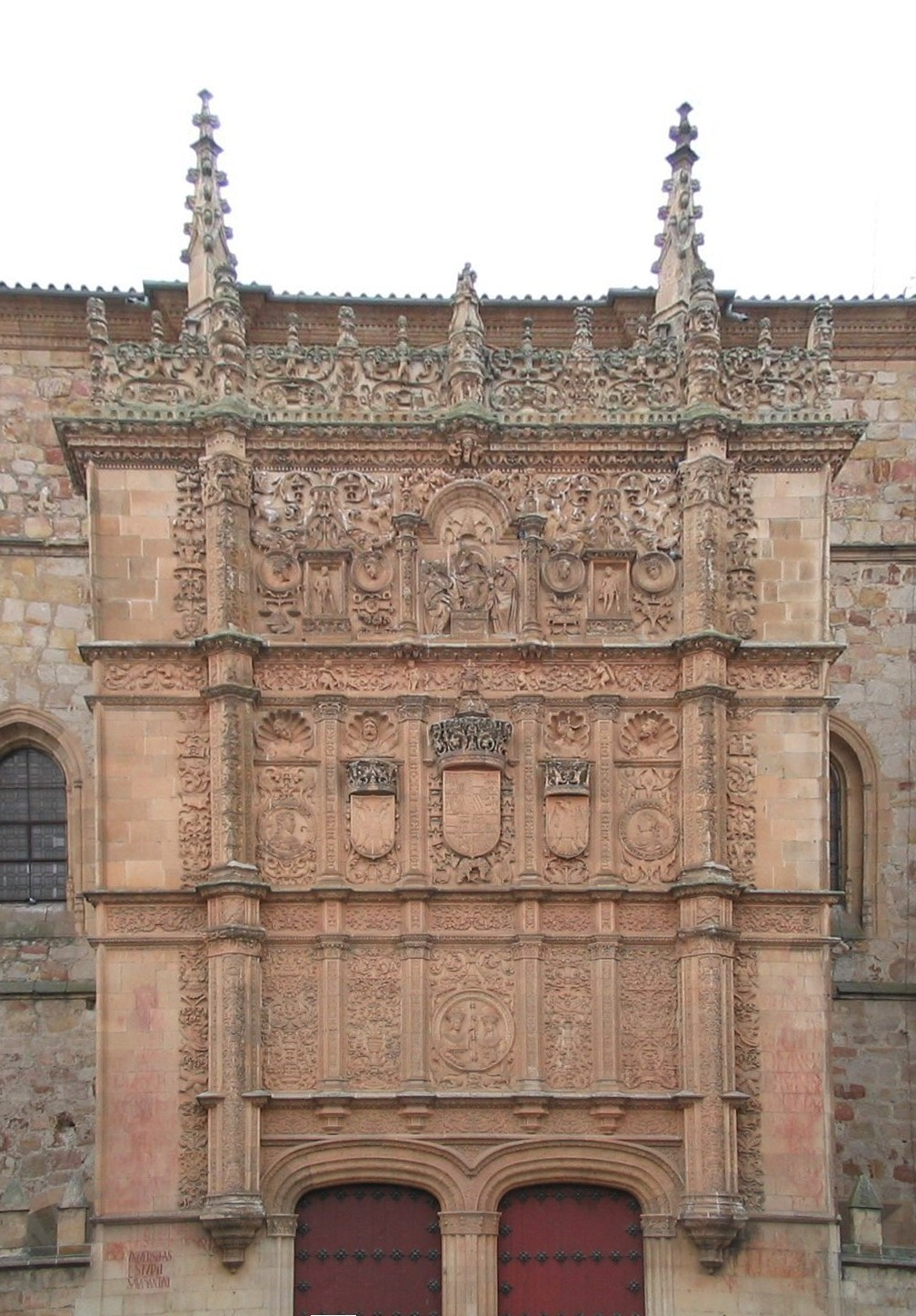
Fachada da Universidade de Salamanca. Juan Manuel de Prada é formado em Direito pela Universidade de Salamanca.

Em seus artigos expõe um discurso tradicionalista e apaixonadamente defende os pontos de vista da Igreja Católica sobre questões polémicas como o aborto, a eutanásia e o casamento gay. É igualmente muito crítico do liberalismo e da alienação do indivíduo no contexto do pós-modernismo e capitalismo, numa linha de pensamento econômica-social distributista que o seduz.
Reivindica a Idade Media, negando que seja uma era obscura e acredita que o mundo ocidental chegou ao topo no século XIII. A crise que atualmente vive tem as raízes no século XVI. Nessa época apareceram três acontecimentos essenciais para compreender a história europeia posterior: a obra de Maquiavel, que separou a moral da política; a revolta contra a Igreja romana, encabeçada por Lutero e causa do nascimento do protestantismo; e a teoria política de Jean Bodin, criador do conceito de Soberania que sobrepus o Estado à unidade da cristandade num Império. Também considera relevantes a quebrança jurídica de Hobbes e a quebrança social da Paz de Vestfália. Todas estas quebranças se cristalizaram na Revolução francesa de 1789, momento desde o qual De Prada considera que «toda a filosofia moderna» se convirteu em «anticristã, antitomista e antiaristotélica».
É oposto à Modernidade, ao puritanismo e ao capitalismo, influenciado por Chesterton.
Defende que Rousseau é o pai da engenharia social. Também criticou a Descartes,Adam Smith, David Ricardo, Stuart Mill,Hegel ou Nietzsche. É oposto à União Europeia e defende a justiça social.
Considera que o liberalismo económico é "uma das idéias mais nefastas da história da humanidade". Equipara o capitalismo ao comunismo. Afirma que o liberalismo  cria as condições sociais, económicas e morais ótimas para o triunfo da esquerda socialista e do comunismo. Entende que os males que a direita atribui ao comunismo são na verdade ocasionados pelo capitalismo. Acredita que o Papa Francisco defende a ortodoxia económica da Igreja. Sobre o puritanismo declarou:
| “ | “Nosso mundo é hipócrita e puritano. O puritanismo é uma degeneração da hipocrisia que primeiro finge ser virtuosa e, quando percebe que a virtude absoluta é impossível, tenta transformar seus vícios em virtudes, de tal forma que nossa fraqueza é absolutamente negada e se torna força. A posição católica é muito mais realista com a realidade humana: aceita-se que é fraca, mas essa fraqueza é apontada». | ” |

Afirmou que "a mentalidade católica é tão defensiva que deixou de entender o significado da arte", "mostrar o pecado hoje é escandaloso", "o artista deve mostrar como a Graça atua no território do diabo" e que "em um cinema autenticamente católico, o mal deve ser atraente". Ele concorda com Leonardo Castellani em que Baudelaire foi o maior poeta católico do século XIX. Detesta o farisaísmo:
| “ | O farisaísmo é a incapacidade de aceitar que Deus perdoa nossas faltas, estabelecendo-nos como os puros que não podem cair nelas. É a incapacidade de aceitar a conversão do pecador, a possibilidade do novo homem, e afirmar que, se alguém caiu no passado, deve continuar sempre a ser esfregado na cara (os fariseus jamais admitiriam a santidade de Maria Madalena ou Agostinho de Hipona.) E farisaísmo é não admitir que Deus pode agir através de nós, pecadores, que o que os pecadores fazem, Deus pode curá-lo com sua graça; e que Deus pode usar os pecadores para realizar sua obra de salvação. | ” |

Detesta a pedagogia crítica.
Sobre o romance "Las máscaras del héroe", Arturo Pérez-Reverte escreveu: "talvez o melhor romance espanhol dos últimos vinte anos". Este romance foi incluido entre os cem melhores em espanhol do s.XX pelo jornal "El Mundo".

## Obras

### Relato breve
- Un mundo especular y otros relatos. Valencia, 1991. Contiene 4 relatos: Un mundo especular, Elogio de la quietud, Ojos de gacela, y Pecados íntimos
- Una temporada en Melchinar, Agrupación Madrileña de Arte, 1994
- Coños. Ediciones Virtuales, 1994, en edición no venal; reeditado: Valdemar, 1995
- El silencio del patinador. Valdemar, 1995. Contiene 12 relatos: Las manos de Orlac, Señoritas en sepia, Sangre azul, Las noches galantes, Las noches heroicas, Vísperas de la revolución, Hombres sin alma, El silencio del patinador, Concierto para masonas, La epidemia, El gallito ciego y Gálvez

### Romance
- Las máscaras del héroe. Valdemar, 1996; Premio Ojo Crítico de Narrativa de RNE (1997)
- La tempestad. Planeta, 1997; Premio Planeta
- Las esquinas del aire: en busca de Ana María Martínez Sagi. Planeta, 2000
- La vida invisible. Espasa-Calpe, 2003; Premio Primavera, Premio Nacional de Narrativa
- El séptimo velo. Seix-Barral, 2007; Premio Biblioteca Breve
- Me hallará la muerte. Destino, 2012
- Morir bajo tu cielo. Espasa, 2014
- El castillo de diamante. Espasa, 2015. Premio de la Crítica de Castilla y León en 2016.[23]
- Mirlo blanco, cisne negro. Espasa, 2016
- Lucía en la noche. Espasa, 2019

### Novela gráfica
- Penúltima sangre. Acción Press, S.A., 2006.

### Ensaios y artigos jornalísticos
- Publicados en el suplemento XL Semanal (ABC y 22 diarios regionales):
  - Reserva natural. Llibros del Pexe, 1998
  - Animales de compañía. SIAL, 2000
  - La nueva tiranía. Libros Libres, 2009
  - Nadando contra corriente. Buenas Letras, 2010
- Desgarrados y excéntricos. Seix Barral, 2001
- Lágrimas en la lluvia: Cine y litertura. Sial, 2010
- Dinero, demogresca y otros podemonios. Temas de hoy, 2015
- Los tesoros de la cripta. Renacimiento, 2018
- Cartas del sobrino a su diablo. Homo Legens, 2020
- Una biblioteca en el oasis. Magnificat, 2021
- Una enmienda a la totalidad: el pensamiento tradicional frente a las ideologías modernas. Homo Legens, 2021.

### Entrevistas
- Penúltimas resistencias. Xordica, 2009

### Edições
- 1994 — Cancionero del arroyo. Gobierno de La Rioja.
- 1996 — Armando Buscarini o el arte de pasar hambre. AMG Editor. Premio Café Bretón de los Herreros.
- 1996 — Mis memorias. AMG Editor.
- 2018 — Sinfonía en rojo, antología con textos de Elisabeth Mulder. Fundación Santander.